# Momboyofloden
Momboyofloden (fransk: Rivière Momboyo) er en flod i Den Demokratiske Republik Congo. Den løber sammen med Busirafloden og danner Rukifloden, en biflod til Congofloden. Momboya og dens vigtigste biflod Luilaka er sejlbare 545 km op fra dens udmunding.

## Beliggenhed
Momboya og dens vigtigste biflod Luilaka bliver nogle gange regnet som én flod. De nederste 227 km kaldes Momboyo, og ovenfor denne kaldes den Luilaka. Den egentlige Momboya dannes sydøst for landsbyen Waka, i provinsen Equateur, lige over grænsen tilTshuapa, hvor Luilaka-floden er forbundet fra højre af Loile-floden ved Bakako. Den løber med mange bugtninger i en hovedsagelig nordvestlig retning til dens sammenløb med Busira-floden. Den løber sammen med Busira-floden fra venstre oven for byen Ingende for at danne Ruki-floden, som løber 160 km i vest-nordvestlig retning og ender med at løbe ud i Congo-floden. Der er 25.000 hektar sumpe langs Momboyo, før den når Busira.

## Sejlads
Den kombinerede Momboyo-Luilaka-flod er sejlbar 545 km fra dens udmunding op til Ikali. Fra mundingen op til Kassa, en strækning på 119 km er floden tilgængelig for slæbebåde af typen "C", der trækker en 350 tons pram. Ovenfor kan postbåde skubbe fire pramme op til Monkoto på 57 km længere oppe. Herfra kan "G"-postbåde skubbe to pramme de sidste 138 km op til Ikali.

## Levevilkår
Landsbyerne langs floden, forsyner Mbandaka med forskellige fødevareprodukter, de vigtigste er kassavachips, majs og palmeolie. Vandet i floden er forurenet af udledning fra offentlige markeder langs flodbredden. Dette resulterer i vandbårne sygdomme som diarré i den omgivende befolkning. I 2008 blev der rapporteret tilfælde af mpox (abekopper) i Ingende ved foden af floden og i Boteka ved Momboya. Sygdommen spredes hovedsageligt hos mennesker der spiser abe- og egernkød.

## Bådulykken i 2018
I maj 2018 omkom 50 mennesker, da en motoriseret båd sank under en natsejlads på den øvre del af floden. Omkring halvtreds blev reddet. Båden var overfyldt og sejlede uden lys om natten, fra landsbyen Monkoto mod Mbandaka. Den sank en kilometer fra Wafanya.  Ulykken skete da Baleinière, en stor træbåd, kolliderede med en træstamme i den stærke strøm. Ulykker som denne er almindelige på Congos vandveje på grund af overfyldte både, der er i dårlig stand, kombineret med mangel på redningsudstyr og mange passagerer, der ikke kan svømme.